# Birmingham Squadron
O Birmingham Squadron é um clube de basquetebol profissional estadunidense sediado em Birmingham, Alabama, afiliado ao New Orleans Pelicans. Eles jogam na Conferência Leste na NBA Development League (NBA D-League), uma liga pra jogadores em desenvolvimento para subir à National Basketball Association (NBA).

## História
Foi fundado em 2019 e originalmente o time mandava suas partidas em Erie, Pennsylvania, com a nomenclatura de Erie Bayhawks, quando mudou-se para Birmingham, na temporada 2021/22.